# Koen De Kort
Koen de Kort (Gouda, Países Bajos, 8 de septiembre de 1982) es un ciclista neerlandés. Debutó como profesional en 2005 con el equipo Liberty Seguros y se retiró en 2021 tras haber sufrido un accidente en el que perdió varios dedos de la mano.
En 2022 concluye con éxito el máster en gestión deportiva online de Johan Cruyff Institute y la Universidad Autónoma de Barcelona.

## Palmarés
2004
- GP Eddy Merckx, haciendo pareja con Thomas Dekker

2005
- 1 etapa del Tour del Porvenir

## Resultados en Grandes Vueltas y Campeonatos del Mundo
| Carrera         | Carrera         | 2002 | 2003 | 2004 | 2005 | 2006  | 2007 | 2008 | 2009  | 2010 | 2011 | 2012  | 2013  | 2014 | 2015 | 2016 | 2017  | 2018 | 2019  | 2020 | 2021  |
| --------------- | --------------- | ---- | ---- | ---- | ---- | ----- | ---- | ---- | ----- | ---- | ---- | ----- | ----- | ---- | ---- | ---- | ----- | ---- | ----- | ---- | ----- |
|                 | Giro de Italia  | —    | —    | —    | —    | 124.º | —    | —    | —     | —    | —    | —     | 78.º  | —    | —    | —    | —     | —    | —     | —    | 134.º |
|                 | Tour de Francia | —    | —    | —    | —    | —     | —    | —    | 111.º | —    | —    | 103.º | 138.º | 92.º | 73.º | —    | 70.º  | 78.º | 125.º | —    | —     |
|                 | Vuelta a España | —    | —    | —    | —    | —     | —    | —    | —     | —    | 68.º | 85.º  | —     | Ab.  | 64.º | 96.º | 77.º  | —    | —     | 82.º | —     |
| Mundial en Ruta | Mundial en Ruta | —    | —    | —    | —    | —     | —    | —    | —     | 62.º | —    | 16.º  | —     | —    | —    | 44.º | 119.º | —    | —     | —    | —     |

—: no participa

Ab.: abandono

## Equipos
- Rabobank GS3 (2002-2004)
- Rabobank (2003)[3]
- Liberty Seguros/Astana (2005-2006)
  - Liberty Seguros-Würth Team (2005)
  - Astana-Würth Team (2006)
- Astaná (2007-2008)
- Skil/Project 1t4i/Argos/Giant (2009-2016)
  - Skil-Shimano (2009-2011)
  - Project 1t4i (2012)[4]
  - Team Argos-Shimano (2012[5] -2013)
  - Team Giant-Shimano  (2014)
  - Team Giant-Alpecin (2015-2016)
- Trek-Segafredo (2017-2021)